# The Sims
The Sims je série videoher se simulací života vyvinutá společností Maxis a vydávaná společností Electronic Arts. Celosvětově se prodalo téměř 200 milionů kopií a je tedy jednou z nejprodávanějších sérií videoher všech dob.
První hra ze série The Sims byla vydána 31. ledna 2000.
Hry v sérii The Sims jsou z velké části sandboxové hry, protože postrádají jakékoli definované cíle. Hráč vytváří virtuální lidi zvané „Simíci“, umísťuje je do domů a pomáhá usměrňovat jejich nálady a uspokojovat jejich touhy. Hráči mohou své Simíky umístit buď do předem postavených domů, nebo si je postavit sami.

## Vývoj
Herní designér Will Wright byl inspirován k vytvoření „virtuálního domečku pro panenky“ poté, co ztratil svůj domov během požáru v Oaklandu.
Wright v televizním dokumentu How Videogames Changed the World prohlásil, že The Sims byl míněn jako satira americké spotřebitelské kultury.